# Alto Longá
Alto Longá là một đô thị thuộc bang Piauí, Brasil. Đô thị này có diện tích 1621,354 km², dân số năm 2007 là 13659 người, mật độ 8,42 người/km².